# Hanwood (Australia)
Hanwood – miasto w Australii, w stanie Nowa Południowa Walia.